# Eduardo Claudín Moncada
Eduardo Claudín Moncada (Ceuta, 10 de febrero de 1910-La Puebla de Valverde, 5 de julio de 1938) fue un aviador militar español. Combatió como destacado piloto de caza de las Fuerzas Aéreas de la República Española durante la Guerra Civil.

## Biografía
Eduardo Claudín nació en el seno de una familia de clase media. Su padre, Fernando Claudín Jareño, fue comandante de Artillería y también permaneció leal a la República, mientras que su hermano Fernando fue asesinado por su apoyo al golpe de Estado mientras servía como alférez de navío en el acorazado Jaime I. Eduardo recibió una esmerada educación, y hablaba con fluidez inglés, francés y alemán. Ingresó como voluntario en Aviación Militar el 1 de febrero de 1933, juró bandera en el Regimiento de Zapadores y Minadores de Carabanchel y se le destinó a la 2.ª compañía de la Plana Mayor de Aviación.
A principios de enero de 1934 solicitó su baja en Aviación; fue licenciado el 9 de febrero y se estableció en Madrid para preparar el acceso a la carrera de Ingeniería aeronáutica, que inició en octubre de 1935 en la Escuela Superior Aeronáutica al mismo tiempo que realizaba cursos de vuelo sin motor en el cerro de La Marañosa, donde coincidió con José María Bravo.

### Guerra civil española
Al estallar la Guerra Civil se encontraba en Barcelona y se apuntó a la Escuela de Aviación del POUM (organizada por el Partido Obrero de Unificación Marxista), abandonándola poco después para inscribirse en el primer curso oficial de pilotos convocado por el Gobierno de la República. Superados los exámenes teóricos y físicos, fue seleccionado para formar parte de la primera expedición de alumnos que, en diciembre de 1936 (otras fuentes hablan de enero de 1937) y bajo el mando del capitán Manuel Cascón Briega, viajaron en la motonave Ciudad de Cádiz hasta la Unión Soviética, donde asistieron a la escuela de pilotos de Kirovabad (Azerbaiyán). Regresó a España a finales de la primavera de 1937 con el grado de sargento (Diario Oficial del Ministerio de Defensa, 186 de 4 de agosto de 1937). Asistió a la Escuela de Alta Velocidad en El Carmolí para recibir un curso de capacitación en los Polikarpov I-16 y, tras una brevísima estancia en una unidad rusa de I-15, viajó a Argamasilla de Alba (Ciudad Real) para incorporarse a la 1.ª Escuadrilla de monoplanos Polikarpov I-16 “Mosca” bajo el mando del ruso Iván Devótchienko, con la que se trasladó a Caspe y Liria para intervenir en la batalla de Belchite.
En octubre de 1937, el capitán Manuel Aguirre fue nombrado jefe de la 1.ª Escuadrilla y escogió a Claudín como ayudante. Ambos dirigieron a la unidad durante la dura batalla de Teruel. A lo largo de la misma, el piloto ceutí dio muestras de su carisma, valentía y dotes de mando, lo que supuso su ascenso al empleo de teniente (Decreto Orden n.º 285 de 25 de noviembre de 1937) en el mes de noviembre —fue el primer piloto de su promoción en lograr tal grado—. Según consta en el Diario de la Escuadra, se hizo cargo de la dirección de la 1.ª Mosca el 10 de noviembre aunque no se reflejó en el Diario hasta dos días después, y eligió a José María Bravo como segundo en el mando. Es posible que el mando de Claudín todavía fuera nominal porque no sería hasta el 7 de mayo de 1938 cuando, mediante un oficio fechado en Liria, se ratificara oficialmente el liderazgo de la escuadrilla que, de facto, ya venía realizando. Según José Veguillas Larios, su mecánico de confianza, Claudín «era ameno en el trato, enérgico en la acción y no exigía a sus hombres algo que no pudiera hacer él mismo». Debido a su gran estatura tenía que ir encorvado en la carlinga del caza que, por aquellas fechas, solía consistir en un Mosca CM-152.
A partir de la primavera de 1938, el teniente Claudín inicia un progresivo ascenso en el seno de las Fuerzas Aéreas de la República, siendo ascendido a capitán en marzo de 1938 (DO n.º 60 de 11 de marzo de 1938). El 15 de marzo contribuyó en el derribo de un Fiat C.R.32 de la Aviación franquista. En abril acompañó al alto mando en una concentración aérea que tuvo lugar en Barcelona para apoyar al Gobierno, con salidas regulares desde los aeródromos de Valls, Salou y Sagunto. En mayo, la 1.ª Escuadrilla inició operaciones en el frente de Castellón, estableciéndose nuevamente en Liria; en un vuelo desde dicha base, Claudín derribaría otro Fiat C.R.32. El 15 de junio de 1938, en plena ofensiva de Aragón y con tan solo 28 años, fue nombrado jefe del Grupo 21 de Caza. A pesar de ostentar dicha Jefatura, Claudín voló en muchas ocasiones al frente de sus pilotos.

### Muerte
El día 5 de julio de 1938, durante la tercera fase de la ofensiva franquista sobre Levante, Claudín volaba a bordo de un Polikarpov I-16 CM-043 al frente de sus antiguos compañeros de la 1.ª Escuadrilla como escolta de una escuadrilla de bombarderos republicanos, cuando su aparato recibió el impacto directo de un cañón antiaéreo y cayó sobre La Puebla de Valverde (Teruel). Juan Soria Piles, que aquel día volaba como su punto derecho, comentó que solamente había visto que el “cincho” del motor se le desprendía y que resbalaba hacia el borde de ataque del plano derecho, quedando detenido por el cañón de la ametralladora. A continuación, el Mosca del jefe del Grupo 21 empezó a perder altura rápidamente sin que se notaran ni el impacto del antiaéreo ni ráfagas de aviones enemigos. Ese mismo día, Eduardo Claudín Moncada fue ascendido al grado de mayor por méritos de guerra (DO n.º 263 de 10 de octubre de 1938).